# St. Ägidius (Weitersdorf)

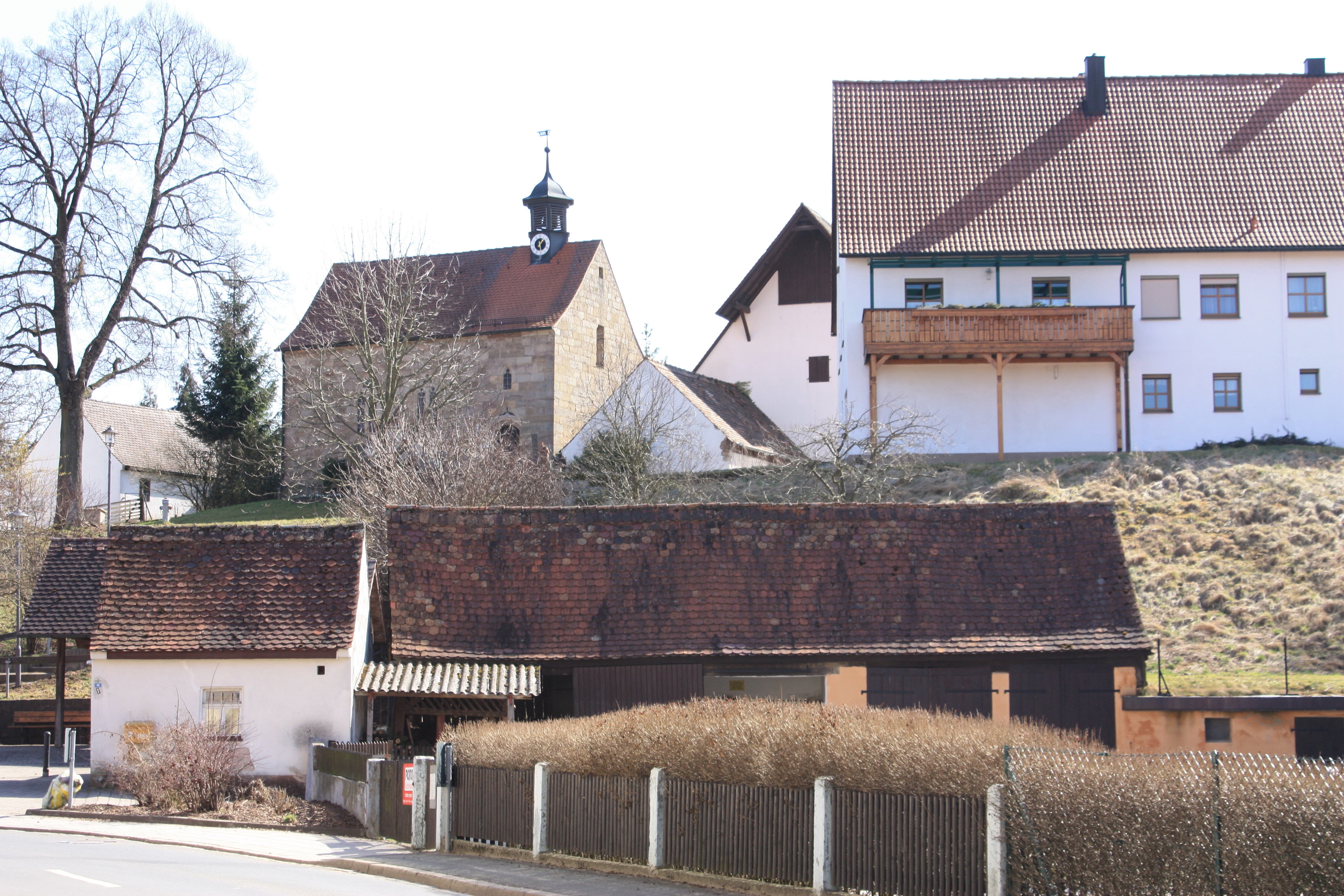
St. Ägidius (Weitersdorf)

Die denkmalgeschützte, evangelisch-lutherische Filialkirche  St. Ägidius steht in Weitersdorf, einem Gemeindeteil des Marktes Roßtal im Landkreis Fürth (Mittelfranken, Bayern). Die Kirche ist unter der Denkmalnummer D-5-73-125-56 als Baudenkmal in der Bayerischen Denkmalliste eingetragen. Die Kirchengemeinde gehört zum Dekanat Fürth im Kirchenkreis Nürnberg der Evangelisch-Lutherischen Kirche in Bayern.

## Beschreibung
Die Kapelle aus Quadermauerwerk wurde im 13. Jahrhundert gebaut. Der um eine Stufe erhöhte Chor wurde im 16. Jahrhundert nach Westen angebaut. Aus dem Satteldach des im 14./15. Jahrhundert gebauten Langhauses erhebt sich ein sechseckiger Dachreiter, der die Turmuhr und die Kirchenglocke beherbergt, und mit einer Glockenhaube bedeckt ist. Verschiedene Baumaßnahmen 1828 am Dachreiter und am Langhaus haben schwerwiegende Veränderungen am ursprünglichen Gesamtbild der Kapelle zur Folge gehabt.
Die Orgel mit vier Registern, einem Manual und einem angehängten Pedal wurde 1788 von Georg Ludwig Metzler gebaut.